# 霹靂宮
25°00′45″N 121°28′57″E / 25.012622°N 121.482457°E
霹靂宮，是位於臺灣新北市中和區中原里、少見以雷神為主祀神的廟宇，原先信徒為居住於附近的農民，後來該廟宇成為附近科技業的從業人員，以及當地居民和移民的信仰中心。

## 過去
據傳此廟為福建泉漳移民墾拓時所建，是中和地區最早創建的廟宇。此廟後方的停車場附近就是先民登陸的地方，就稱為「無尾港」。廟方管理員廖本源聽老一輩人說，廟原址為平埔族群雷朗族秀朗社的社廟。初創時期原本主祀舍人尊公，相傳此神為風神，乾隆年間才改主祀五雷元帥、副祀舍人尊公、電母娘娘。一說原因是瘟疫流行，在1766年，即乾隆年間，時人自芝蘭一堡八芝蘭一帶（今士林區）一帶，請來雷神坐鎮，果然瘟疫俱滅，因此以霹靂為名。又據廟方傳說，乾隆年間中和芎蕉腳一帶在夜晚時有妖怪出沒，後來有人被舍人公託夢，神諭可找祂弟弟五雷元帥幫忙，於是人民就從八芝蘭一帶迎來五雷元帥，且由於農民收成需看上天興雷布雨，故五雷元帥也被信徒視為庇護耕種之神。該些神像由鳥嘴人身、手執鑿子及斧頭的五尊神像組成，金面擺於中間，兩邊各是塗上黃、綠、紅、粉紅四尊。
因台灣早期移民通俗信仰中主祀雷神非常少見，記者認為霹靂宮可能與當地平埔族有關，過去此廟附近為原住民居住地，康熙四十七年（1708年）漢人墾號「陳賴章」來此開墾，在乾隆年間原住民已被漢族全然取代。
乾隆年間曾擴建一次，台灣戰後時期再重建。在1980年初期時，廟方的古物只剩下一枚據說為咸豐年間木刻的廟印，被記感嘆此廟「處處呈現出日暮途窮的衰態」。
原先霹靂宮祭祀日為農歷六月廿四，由於香火始終不旺，在1981年報導時廟方於數十年前，挪前於五月十六舉行，來配合當地庄頭農忙農閒期間作息。臺北縣的消防隊是會在農曆六月二十四前來祭祀。彰化縣溪湖鎮溪湖震福宮同樣維持農曆六月二十四為誕辰。

## 當代
廟今坐落於華中橋與光復橋之間的新店溪畔，在舊名「芎蕉腳」的中原里，門牌為永和路514號。
後來，國際MIT科學園區在中和建立，附近科技人員也來此廟祭拜，因認為雷神管「雷電」，而科技業與「電」有關，可讓科技公司平安順利。新北市政府民政局宗教禮俗科亦表示此廟廣受周邊的電子新貴信奉，讓該廟宇香火鼎盛，也推薦民眾到此雷神廟參觀。廟殿內外的壁堵、水車堵、龍柱、石雕、壁雕有許多為附近廠商公司捐贈。
此廟也祭祀文昌帝君、還放了一支特大號的「文昌筆」供考生膜拜，希望能加持考運。神像有何豐川的作品。

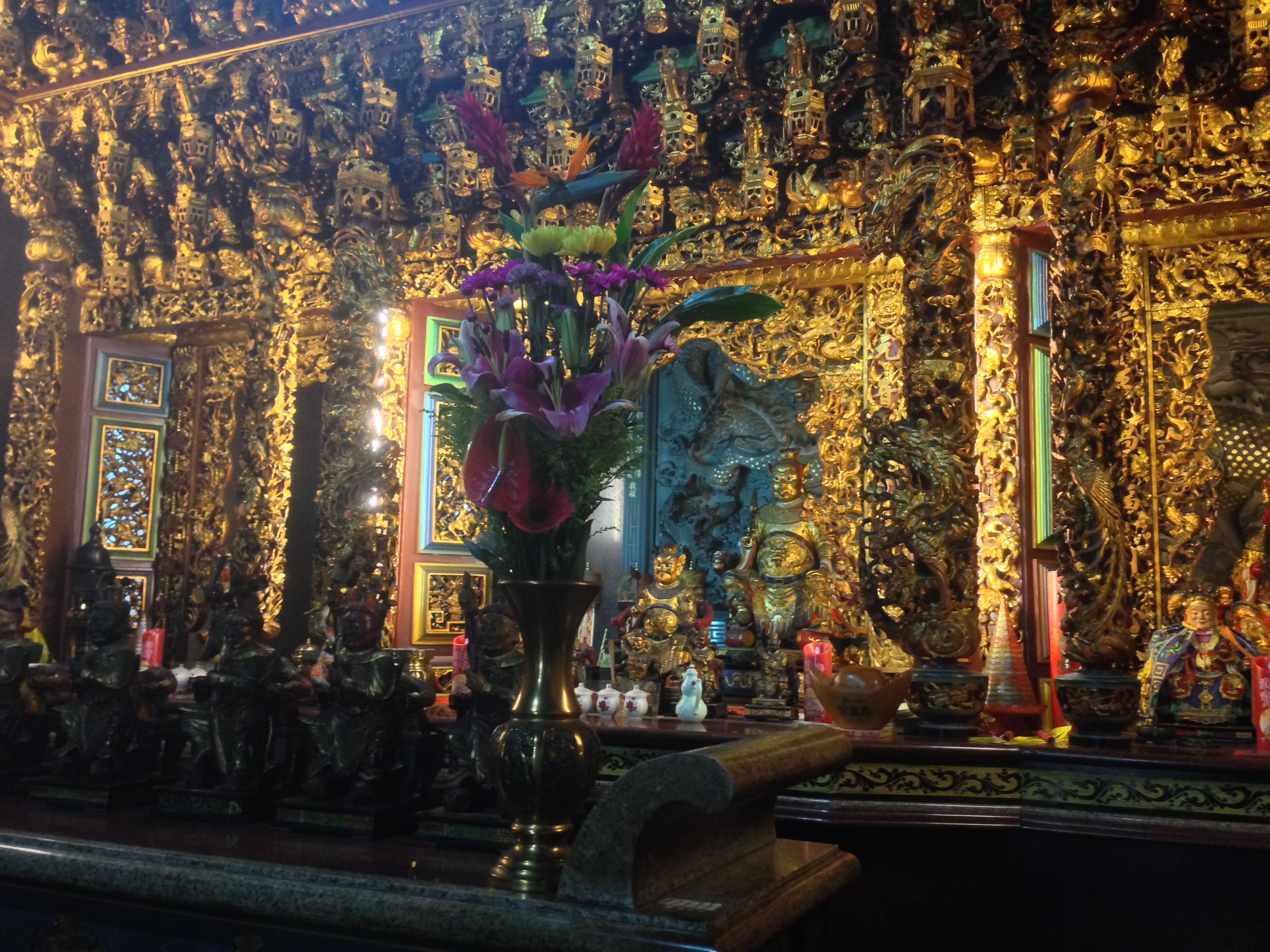
霹靂宮內殿

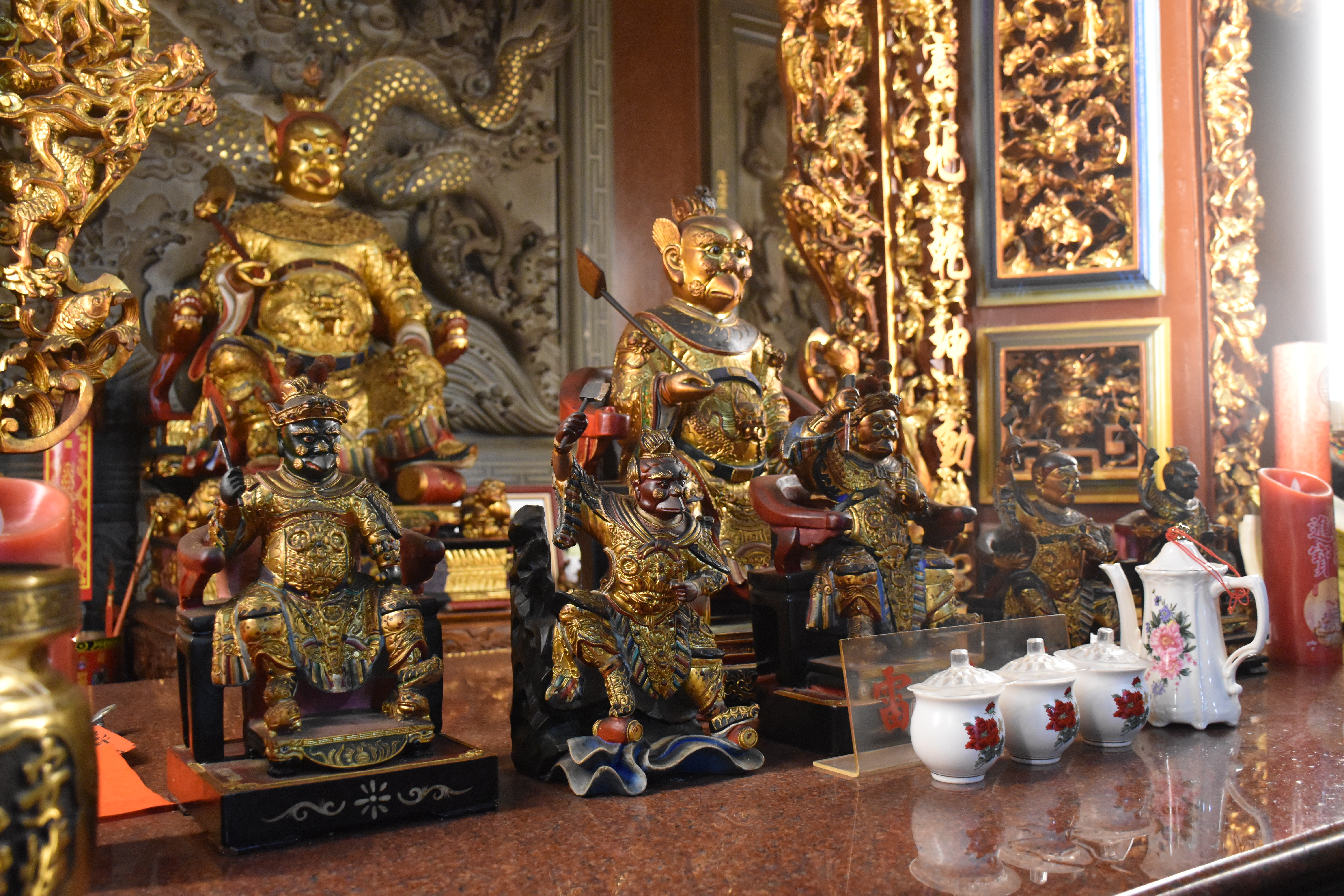
霹靂宮神像